# Mimolette
La mimolette, appelée aussi boule de Lille, hollande ou vieux hollande, est un fromage traditionnellement produit en Flandre française d'où elle est originaire, dans la région de Lille.
Après une période d'affinage supplémentaire plus ou moins longue, elle peut être appelée mimolette vieille, vieux cassant, voire mimolette extra-vieille ou encore soleil de Lille. Elle présente la particularité d'avoir une croute percée par des cirons, une espèce d'acariens.
Ce fromage est une imitation du fromage d'édam fabriqué aux Pays-Bas, datant de 1672, lorsque les fromages de provenance étrangère étaient interdits par le colbertisme sous Louis XIV. La mimolette française a alors pris une couleur orangée, initialement due au roucou, pour marquer la différence entre les fromages français et les fromages néerlandais qui l’ont ensuite imitée.  La croûte de la mimolette française n’était pas paraffinée, contrairement à son homologue néerlandaise. Ses surnoms caractéristiques font allusions à sa forme particulière quasiment sphérique.
Sa meilleure période de consommation s'étend d'avril à septembre.

## Histoire
Sous le règne de Louis XIV, Jean-Baptiste Colbert, contrôleur général des finances et principal ministre du roi, fait interdire l'importation de fromage étranger dans le royaume de France, en raison du manque à gagner que cela représente. Au début de la guerre de Hollande, Colbert demande en outre aux fermiers franco-flamands de fabriquer un fromage similaire à l'édam hollandais, — très populaire dans la région, — pour nourrir la population et les soldats. Ce fromage devra toutefois se distinguer de l'édam par une couleur différente ; les fermiers utilisent alors la graine du roucouyer, importée d'Amérique du Sud, pour lui donner une couleur orange. Il est alors appelé vieux hollande ou boule de Lille. C'est au XXe siècle, — après la Première Guerre mondiale, — que son nom actuel de mimolette apparaît, en référence à la consistance « mi-molle » de sa pâte lorsque le fromage est jeune. 
Les fermiers de la région d'origine délaissent progressivement ce fromage avant qu'il ne soit relancé ailleurs en France par trois fromagers industriels, Lactalis à Bouvron en Loire-Atlantique, la coopérative d'Isigny-Sainte-Mère dans la Manche et Savencia dans la Somme. Le fromage est alors pasteurisé. Dans les années 2010, une production fermière est réapparue.
D'avril 2013 à octobre 2014, la Food and Drug Administration (FDA, administration fédérale américaine chargée de la sécurité alimentaire) a bloqué les importations de mimolette vieille aux États-Unis. Le fromage a été jugé « impropre à la consommation » par les douanes américaines et 1 500 kilos de fromage ont été détruits. Dans leur rapport, les inspecteurs de la FDA arguent que ce fromage relève de la catégorie « produit qui apparaît, en totalité ou en partie, composé d’éléments exogènes, fait d’une substance putride ou décomposée, ou qui est impropre à la consommation ». Ils étayent leur décision en indiquant avoir dénombré plus de 6 acariens au pouce carré (6,45 cm2). Ces animaux, ou cirons, sont des acariens microscopiques cultivés à dessein sur la croûte, dont la FDA affirme qu'ils sont allergènes,.
Cet embargo affecte alors l'entreprise normande Isigny-Sainte-Mère,, principale exportatrice de produits laitiers vers le territoire américain et qui en 2012 en avait vendu 60 tonnes aux États-Unis.

## Préparation
C'est un fromage à base de lait de vache, à pâte pressée non cuite, d'une masse moyenne de 2 kg. Sa croûte est grisâtre et sa chair orangée. Son nom « mimolette » serait une référence à sa pâte mi-molle, mi-dure lorsque le fromage est jeune. Il pourrait aussi venir d'une déformation de « mollet », la pâte de la mimolette jeune étant assez souple et molle. Avec l'âge, elle devient de plus en plus cassante.
La couleur orangée de sa chair provient à l'origine d'un colorant alimentaire naturel : E160b, le roucou (comme pour le cheddar). Avec la fabrication industrielle, d'autres colorants comme le carotène peuvent être utilisés. Plus le fromage est affiné longtemps plus la couleur orange est prononcée.

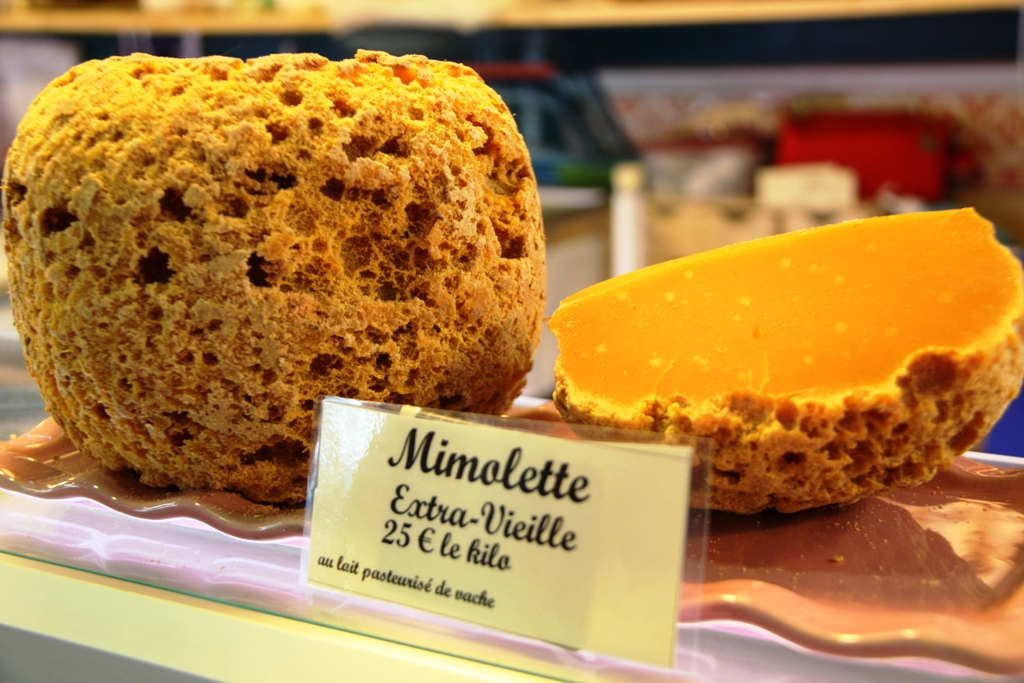
Mimolette extra-vieille, les perforations de la croute réalisées par les cirons sont clairement visibles.

Les aspérités de la croûte viennent de l'adjonction volontaire de cirons, une espèce d'acariens, chargés de perforer la croûte naturelle afin de permettre au fromage de respirer. Ces cirons sont pulvérisés dans les premières semaines d'affinage, affinage se faisant dans un environnement humide et à une température de 15°C. Le fromage est régulièrement brossé pour répartir les cirons et frappé au maillet.
Sa période de dégustation optimale s'étend d'avril à septembre après un affinage de 6 semaines à 24 mois, mais elle est bonne toute l'année.
La mimolette vieille est considérée comme un des fromages les plus riches en calcium : 905 mg pour cent grammes.
Le pavé de Roubaix est un fromage très proche mais de forme cubique.

## Mimolette vieille

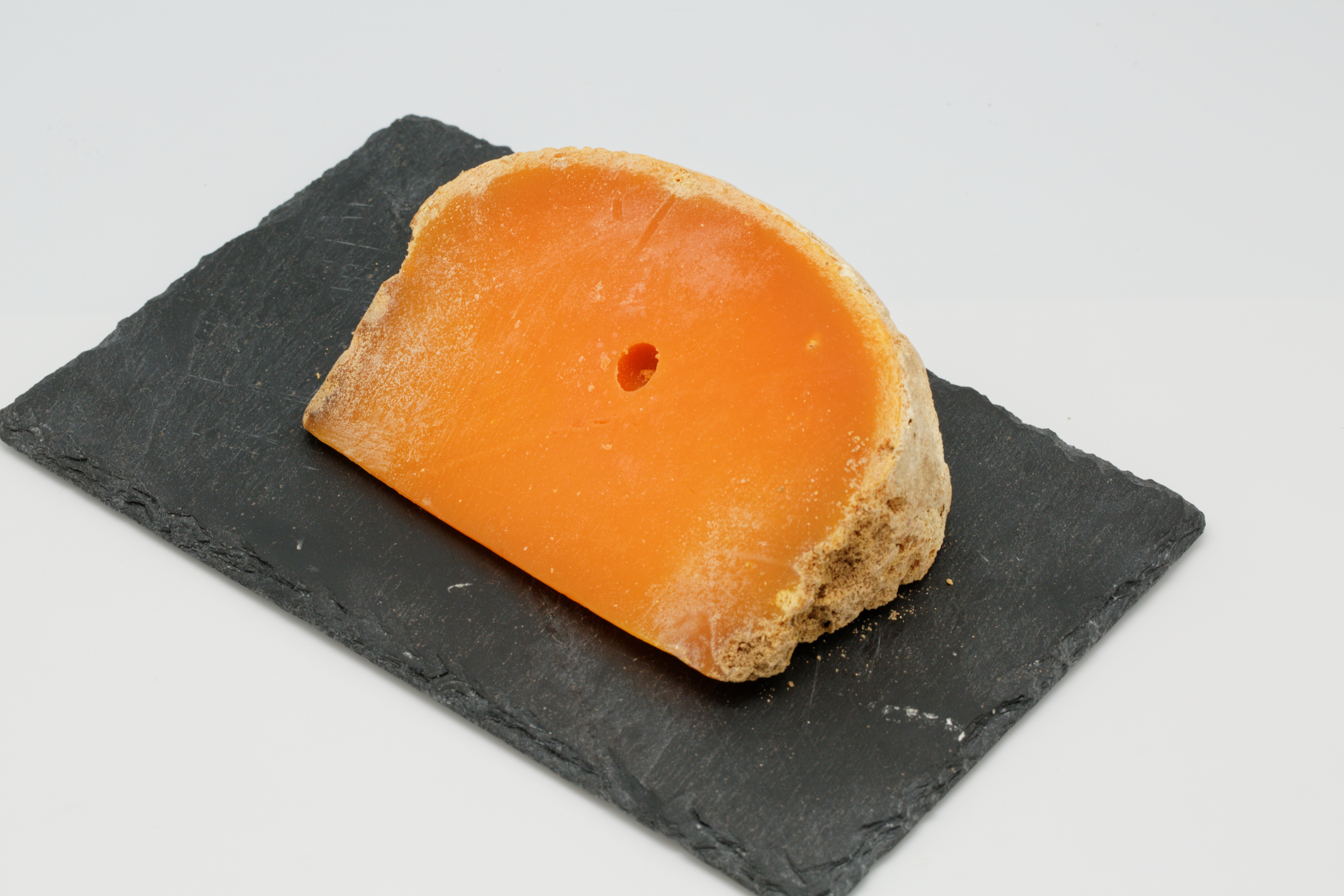
Une tranche de mimolette.

La mimolette est dite « jeune » en dessous de 6 mois d'affinage, « mi-vieille » de 6 à 12 mois d'affinage, « vieille » de 12 à 18 mois d'affinage, et « extra-vieille » au-delà de 18 mois d'affinage. Jeune, son gout est fondant et peu marqué et sa pâte est souple. La mimolette mi-vieille a une croute bien artisonnée, plus parfumé avec un léger gout de noisette. L'extra-vieille a un gout plus fort et une pâte très cassante. Plus l'affinage est long, plus le fromage est riche en calcium.
La mimolette ne bénéficie pas d'une appellation d'origine protégée mais depuis 1989, les mimolettes vieilles et extra-vieilles peuvent obtenir un label rouge si elles répondent au cahier des charges suivant :
- fabrication à partir de lait de vache ;
- forme sphérique aplatie aux deux pôles ;
- pâte dure et friable due au vieillissement ;
- le roucou ne doit pas dépasser 0,35 ml/l ;
- croute ni paraffinée, ni plastifiée ;
- affinage minimum de 13 mois pour la mimolette vieille et de 18 mois pour l'extra-vieille[7].

- la coopérative d'Isigny-Sainte-Mère, sur son site de l’ancienne commune de Chef-du-Pont, devenue une commune déléguée au sein de Sainte-Mère-Église (département de la Manche) ;
- la société fromagère de Bouvron (du groupe Lactalis), à Bouvron (département de la Loire-Atlantique), dont les mimolettes sont commercialisées sous la marque Boule d’Or.

Depuis quelques années[Depuis quand ?], la coopérative d'Isigny Sainte-Mère en propose une variété bio.

## Dans la culture populaire
La mimolette est souvent présentée comme le fromage préféré du général de Gaulle,.
Mimolette est le nom donné à la souris dans la série télévisée d'animation pour enfants Les Aventures de Gédéon de Michel Ocelot, diffusée en France au milieu des années 70.